# Pseudothyridium curoei
Pseudothyridium curoei är en skalbaggsart som beskrevs av Soula 2002. Pseudothyridium curoei ingår i släktet Pseudothyridium och familjen Rutelidae. Inga underarter finns listade i Catalogue of Life.